# ميليندا دوليتل
ميليندا ماري دوليتل (بالإنجليزية: Melinda Doolittle)‏ (من مواليد 6 أكتوبر 1977) مغنية أمريكية حصلت على المركز الثالث في الموسم السادس من أمريكان أيدول. قبل ظهورها على أمريكان أيدول، عملت دوليتل مغنية احتياطية احترافية، برفقة آخرين، مايكل ماكدونالد، وكيرك فرانكلين، وآرون نيفيل، وبي سي، وسيانس وينانز، وألاباما، وجوني لانج، وفانيسا بيل أرمسترونغ، وكارمان، وأنوينيد.

## روابط خارجية
- ميليندا دوليتل على موقع IMDb (الإنجليزية)
- ميليندا دوليتل على موقع ميوزك برينز (الإنجليزية)
- ميليندا دوليتل على موقع إن إن دي بي (الإنجليزية)
- ميليندا دوليتل على موقع ديسكوغز (الإنجليزية)
- ميليندا دوليتل على موقع كينوبويسك (الروسية)
- Official site
- Melinda Doolittle at أمريكان آيدول
- ميليندا دوليتل في قاعدة بيانات الأفلام على الإنترنت
- Doolittle's credits on Allmusic